# José Domingo Molina Gómez
Pour les articles homonymes, voir José Gómez, Molina et Gómez.
José Domingo Molina Gómez (1896-1969) est le président de la junte militaire argentine qui renversa le président Juan Perón, élu constitutionnellement. Il fut président intérimaire de facto de l'Argentine du 21 septembre au 23 septembre 1955.